# (134244) De Young
(134244) De Young (2006 AA4) – planetoida z grupy pasa głównego asteroid okrążająca Słońce w ciągu 4,5 lat w średniej odległości 2,72 j.a. Odkryta 6 stycznia 2006 roku.